# 플레이스테이션 카메라

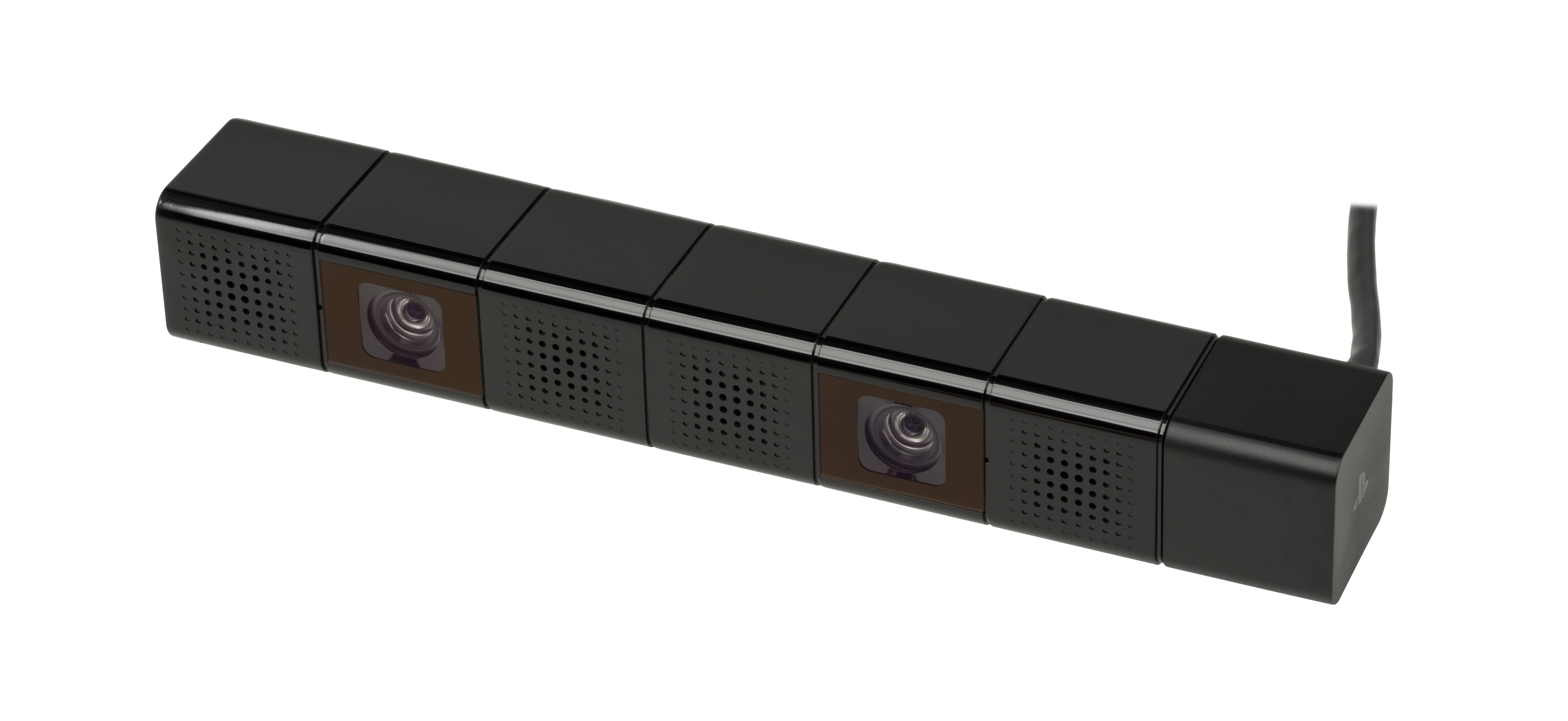

플레이스테이션 카메라(PlayStation Camera)는 플레이스테이션 4와 플레이스테이션 5용의 모션 센서와 카메라 액세서리로, 소니 컴퓨터 엔터테인먼트가 개발했다. 2007년 출시된 플레이스테이션 3용 플레이스테이션 아이의 뒤를 잇는다. 플레이스테이션 VR 가상 현실 헤드셋 추적에 사용되는 모션 센서이기도 하다.

## 카메라
- 1280×800 화소 @ 60 Hz[1]
- 640×400 화소 @ 120 Hz[1]
- 320×192 화소 @ 240 Hz[1]

## 호환 게임
- 에일리언: 아이솔레이션
- 앵그리버드 스타워즈
- FIFA 15,  16,  17
- 언틸 던
- 워 썬더
- 드림즈